# Henri Alain Liogier
Henri Alain Liogier, auch Brother Alain, Hermano Alain oder Enrique Eugenio Liogier, eigentlich Henri Eugene Liogier de Sereys Allut (* 31. Januar 1916 in Chomelix, Frankreich; † 9. November 2009 in Fort Worth, Texas) war ein französischer Botaniker. Er leistete einen wesentlichen Beitrag bei der Erforschung der karibischen Flora. Sein offizielles botanisches Autorenkürzel lautet „Alain“.

## Leben
1940 erlangte Liogier den Abschluss als Bachelor of Arts and Sciences und 1945 den Doktorgrad in den Naturwissenschaften an der Universidad de La Habana in Kuba. 1950, 1953 und 1957 erhielt er ein Guggenheim-Stipendium. Von 1955 bis 1962 war er Forschungsmitarbeiter an der Harvard University. In der Folgezeit lehrte er als Professor für Biologie und Botanik an verschiedenen Universitäten in den Vereinigten Staaten und in der Dominikanischen Republik, darunter von 1964 bis 1970 am Manhattan College in New York City und von 1970 bis 1976 an der Universidad Nacional Pedro Henríquez Ureña in Santo Domingo. 1965 wurde er Honorarkurator für Westindische Botanik am New York Botanical Garden. 1978 wurde er Taxonom am Botanischen Garten der Universität von Puerto Rico. Zuletzt war er wissenschaftlicher Mitarbeiter am Botanischen Forschungsinstitut in Fort Worth, Texas.
Auf zahlreichen Expeditionen auf Kuba (1938–1960), Hispaniola (1968–1978) und Puerto Rico sammelte Liogier über 45.000 Herbarexemplare.
Liogier schrieb mehr als 80 wissenschaftliche Artikel und Bücher und beschrieb über 300 neue Pflanzentaxa aus der Karibik. Zu seinen Standardwerken zählt La Flora de la Española, das zwischen 1982 und 2000 in neun Bänden erschien.

## Dedikationsnamen
Nach Liogier sind Taxa wie Terpsichore liogieri, Scolosanthus liogieri, Eleocharis liogieri oder Psychotria liogieri benannt.

## Werke (Auswahl)
- Notas taxonómicas y ecológicas sobre la flora de Isla de Pinos, 1946
- Flora de Cuba, 1962
- A Biosystematic Study of North American Thlaspi Montanum and Its Allies, 1971
- La flora de la Española: Análisis, origen probable, 1978
- Antillean Studies, 1981
- La flora de la Española, I, 1982
- La flora de la Española, II, 1983
- La flora de la Española, III, 1985
- Descriptive Flora of Puerto Rico and Adjacent Islands, Bd. 1: Spermatophyta: Casuarinaceae to Connaraceae, 1985
- La flora de la Española, IV, 1986
- Descriptive Flora of Puerto Rico and Adjacent Islands, Bd. 2: Spermatophyta: Leguminoseae to Anacardiaceae, 1988
- La flora de la Española, V, 1989
- Plantas medicinales de Puerto Rico y del Caribe, 1990
- Naturalized Exotic Species in Puerto Rico, 1991
- La flora de la Española, VI, 1994
- Descriptive Flora of Puerto Rico and Adjacent Islands, Bd. 3: Spermatophyta: Cyrillaceae to Myrtaceae, 1994
- Descriptive Flora of Puerto Rico and Adjacent Islands, Bd. 4: Spermatophyta: Melastomatacere to Lentibulariaceae, 1995
- La flora de la Española, VII, 1995
- La flora de la Española, VIII, 1996
- Descriptive Flora of Puerto Rico and Adjacent Islands, Bd. 5: Spermatophyta: Acanthaceae to Compositae, 1997
- Flora of Puerto Rico and Adjacent Islands: A Systematic Synopsis, 1999
- La flora de la Española, IX, 2000